# Buschhoven (Swisttal)

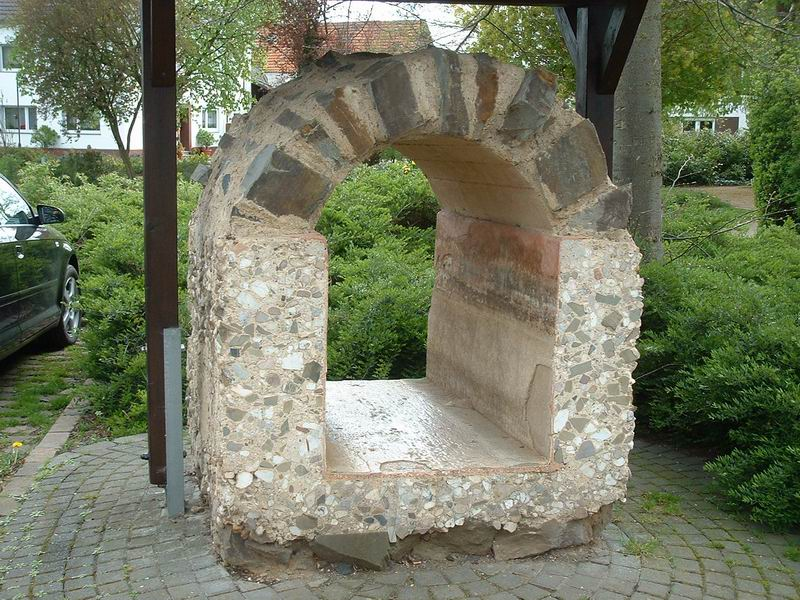
Stück der Eifelwasserleitung in Buschhoven

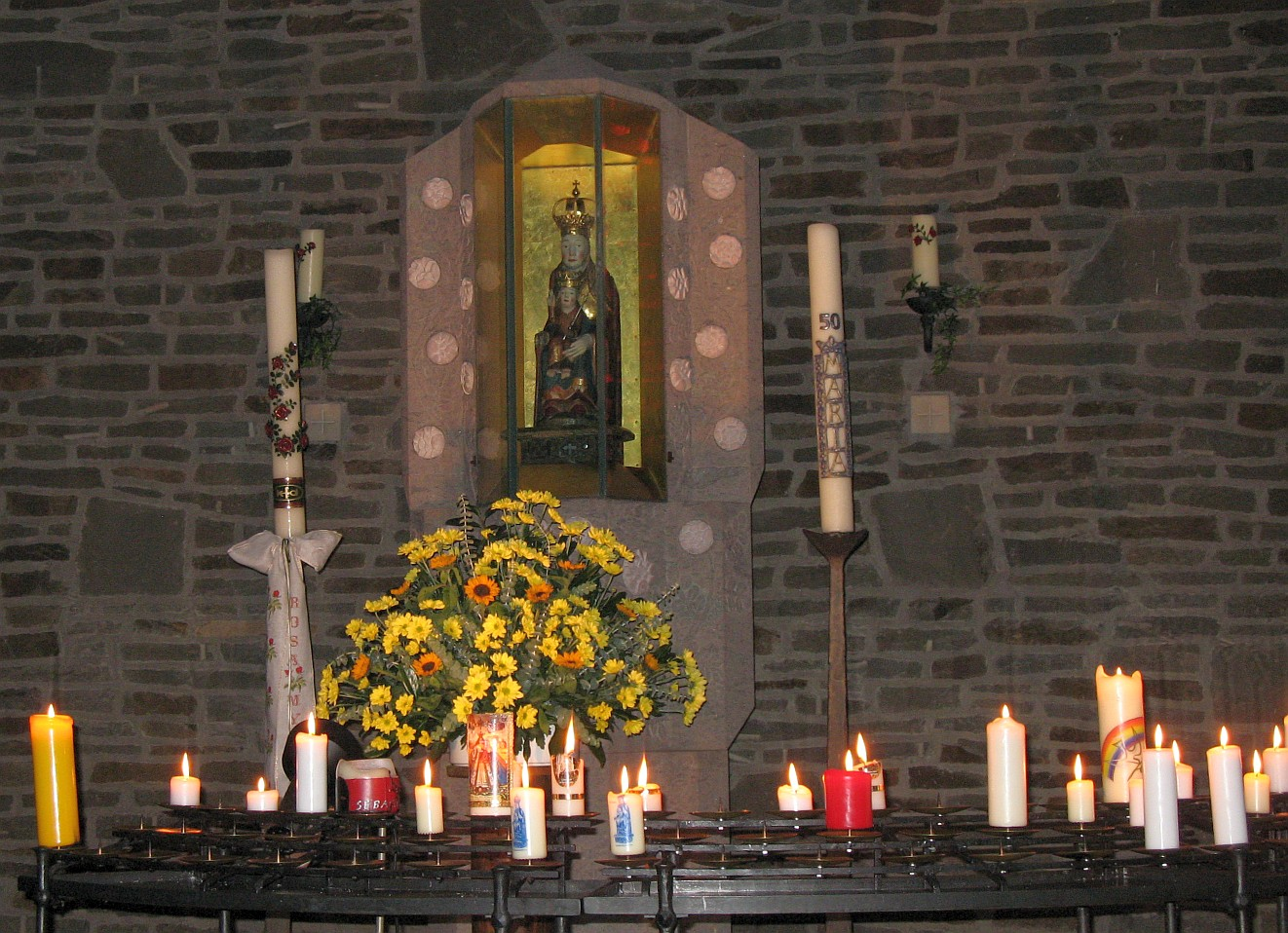
Rosa-Mystica-Statue aus dem 12. Jahrhundert in der Pfarr- und Wallfahrtskirche St. Katharina

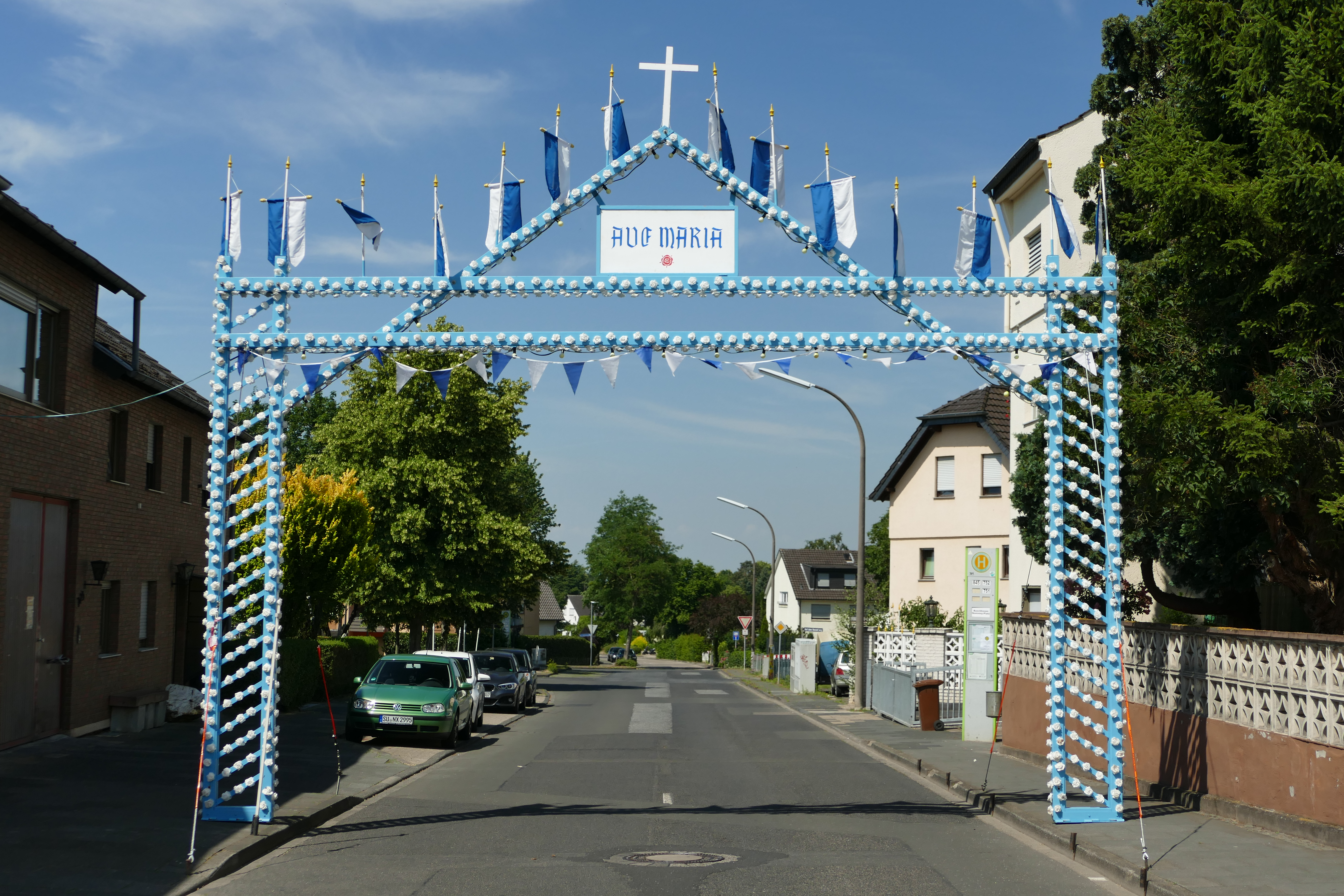
Ein „Rosenbogen“ in der Alten Poststraße während der Wallfahrtswoche im Juni

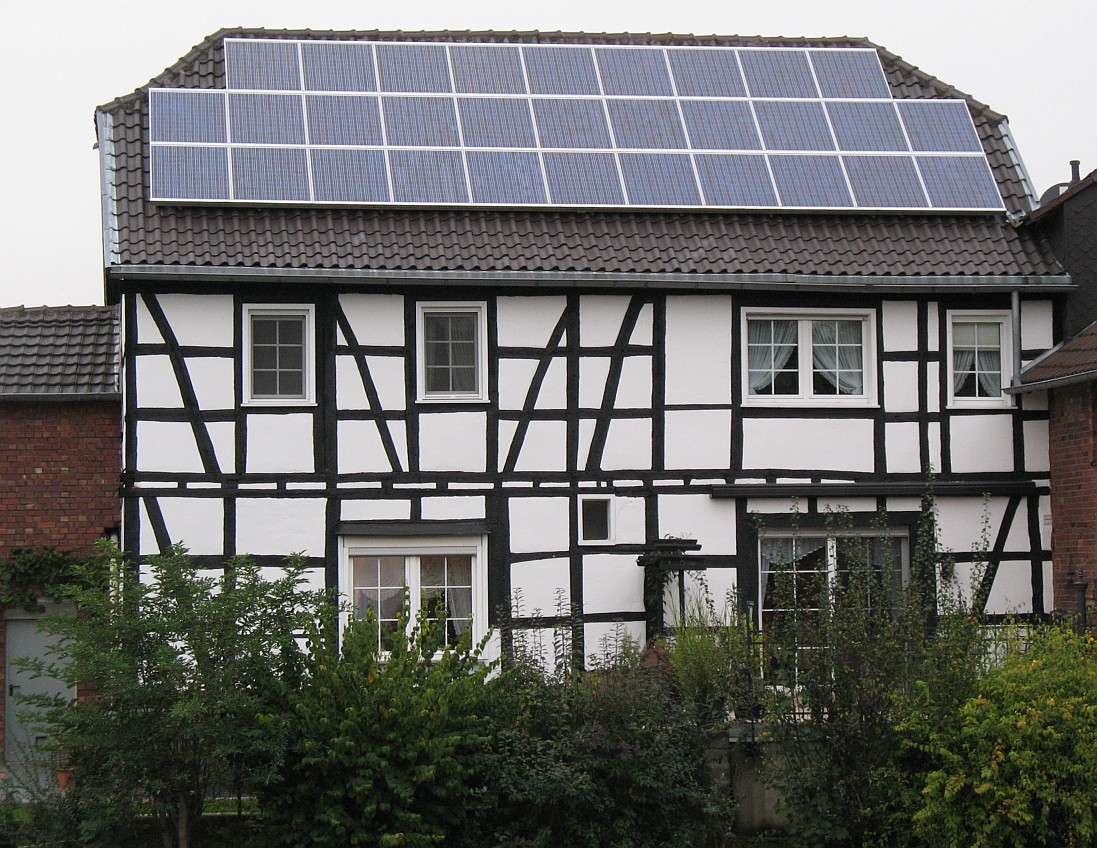
Fachwerkhaus mit Solardach am Burgweiher

Buschhoven [ˈbʊʃoˑf̠n̩] ist eine Ortschaft in der Gemeinde Swisttal im Rhein-Sieg-Kreis im südwestlichen Nordrhein-Westfalen. Am 11. Januar 2024 hatte sie 3338 Einwohner. Buschhoven wird auf der ersten Silbe betont.

## Geschichte
Antike Zeugnisse in Buschhoven sind die beeindruckende Ingenieurleistung der römischen Eifelwasserleitung, die, quer durch den Ortskern aus der nahen Eifel kommend, über die Ville bis nach Köln (ca. 114 km Gesamtlänge) verlief, und die Römerstraße, die bei Marcomagus von der Römerstraße Trier–Köln über Belgica vicus nach Bonn abzweigte. Weiterhin ist eine als Eiserner Mann bezeichnete Eisenstele von ca. 1,20 m Höhe (Höhe ab Boden) zu erwähnen, wahrscheinlich ein historischer Messpunkt nichtrömischen Ursprungs im umgebenden Kottenforst.
Die römische Vorgängersiedlung lag exakt auf einer 44 Kilometer langen, schnurgeraden Kultlinie der aufanischen Matronen zwischen dem ehemaligen Kultort unter dem Bonner Münster und dem Matronenheiligtum auf der sogenannten Görresburg zu Nettersheim in der Eifel, die hier die Eifelleitung kreuzt.
796 wird Bishoveshoven erstmals urkundlich erwähnt, Karl der Große schenkte Buschhoven dem Kölner Erzbischof Hildebold.
In der Wasserburg zu Buschhoven wurden 1543 zwei Reformationsschriften (Einfaltigs Bedencken) durch Martin Bucer und Philipp Melanchthon für den Kölner Erzbischof Hermann V. von Wied verfasst. Während des Dreißigjährigen Krieges wurde die Wasserburg 1645 zerstört.
Buschhoven ist seit 1806 Wallfahrtsort mit der „Rosa mystica“, einer Wandermuttergottes, und dem sich auf diese romanische Holzfigur beziehenden alljährlichen sogenannten Rosenfest im Juni. Die Rosa Mystica kam als eine von zwei Marienstatuen vom Typ Sedes sapientiae ursprünglich aus dem Prämonstratenserinnenstift Schillingscapellen bei Dünstekoven, dem nordwestlichen Nachbardorf. Unter nur teilweise geklärten Umständen gelangte sie im Zuge der Säkularisation und der damit einhergehenden Auflösung des Klosters und während der Herrschaft der Franzosen nach Buschhoven. Die Wallfahrt zur Rosa mystica findet jährlich während des einwöchigen Maria-Rosen-Festes statt. Im Ort werden dafür zahlreiche „Rosenbögen“ an den Prozessionswegen errichtet.
Zudem liegt Buschhoven auf einem der historischen Jakobswege, worauf die Muschel an der Versöhnungskirche hinweist.
Der umliegende Kottenforst als Teil der Ville bzw. des Vorgebirges war ein Lieblingsrevier für Parforcejagden des Kurfürsten Clemens August I. von Bayern, der nicht nur in dieser Gegend etliche Baudenkmäler hinterließ. An die Jagden erinnert der beim Forsthaus Buschhoven errichtete Siebenschuss-Stein, am Ort eines ehemaligen Grenzsteins.
Ein Kriegerdenkmal an der alten Poststraße erinnert an die Gefallenen des Feldzuges von 1870/1871 und der beiden Weltkriege.
Am 1. August 1969 erfolgte die Eingemeindung Buschhovens in die Flächengemeinde Swisttal.

## Sehenswürdigkeiten
Neben Fragmenten der Eifelwasserleitung sind als Sehenswürdigkeiten im durch Fachwerkbauten geprägten Ortskern zwei Kirchenbauten vorhanden. Es sind die am historischen Dorfweiher (dem früheren Burggraben) gelegene, weithin sichtbare neue katholische Pfarr- und Wallfahrtskirche St. Katharina mit dem Gnadenbild der Gottesmutter als Rosa mystica, die frühere katholische Katharinen- und seit 1984 evangelische Versöhnungskirche mit einer restaurierten Romantikorgel aus dem Jahre 1851. Jenseits der am nördlichen Ortsrand entlangführenden B 56 steht eine Kapelle.
Auf beide Kirchen wurden Mitte November 2019 binnen einer Woche je zwei Brandanschläge verübt.

## Verkehrsanbindung
Buschhoven liegt an der Bundesstraße 56 zwischen Bonn und Euskirchen, in Miel besteht Anschluss an die Autobahn 61 in Richtung Köln, in Bonn-Hardtberg an die Autobahn 565. Der Ort wird bedient von den RVK-Buslinien 845 (Bonn-Euskirchen) und 747 (Rheinbach-Buschhoven-Odendorf). Nächstgelegene Bahnhöfe sind Alfter-Impekoven, Rheinbach und Swisttal-Odendorf, alle an der Voreifelbahn.
Radwege in Richtung Bonn und Morenhoven/Rheinbach oder durch den Kottenforst ermöglichen Radtouren. Am nordwestlichen Ortsrand von Buschhoven nach Heimerzheim verläuft am Rande des Kottenforstes der etwa sechs Kilometer lange Swisttalwanderweg als Rundweg zum Teil vorbei an der Eifelleitung bis zum Siebenschuss. Reitwege sind ebenfalls zahlreich vorhanden.

## Städtepartnerschaft
Seit 1990 ist Quesnoy-sur-Deûle bei Lille französischer Partnerort von Buschhoven.